# Seven Devils Mountains
Seven Devils Mountains je pohoří v Adams County a Idaho County, na západě Idaha. Rozkládá se podél východního břehu řeky Snake, podél hranice se státem Oregon. Má délku okolo 65 kilometrů. Nejvyšším vrcholem je Devils Throne (2 825 m).
Seven Devils Mountains leží nad kaňonem Hells Canyon a spoluvytváří tak nejhlubší kaňon v Severní Americe. Pohoří je součástí východní části Kolumbijské plošiny.